# Mesene oriens
Mesene oriens är en fjärilsart som beskrevs av Butler 1870. Mesene oriens ingår i släktet Mesene och familjen Riodinidae. Inga underarter finns listade i Catalogue of Life.